# Ayumi Morita
Ayumi Morita (japansk: 森田あゆみ; født 11. marts 1990 i Ōta, Japan) er en professionel tennisspiller fra Japan. Ayumi Morita startede sin karriere i 2005.
21. februar 2011 opnåede Ayumi Morita sin højeste WTA single rangering på verdensranglisten som nummer 48.